# Гиммлер, Йозеф Гебхард
Йозеф Гебхард Гиммлер (17 мая 1865, Линдау — 29 октября 1936, Мюнхен) — учитель немецкого языка. Был завучем, учителем и германистом. Более всего известен как отец Генриха Гиммлера. Его бывший ученик Альфред Андерш написал автобиографический рассказ «Отец убийцы» в 1980 году, в котором рассказывается о «судьбоносном» школьном уроке 1928 года с Гебхардом Гиммлером.

## Биография

### Происхождение и семья
Гебхард Гиммлер был сыном государственных служащих Конрада Клеменса Гиммлера и Агаты Розины Гиммлер, урожденной Кине. От более раннего брака отца у него был сводный брат Конрад Гиммлер. 22 июля 1897 года он женился на Анне Марии Хейдер. У пары было трое детей, а именно Гебхард Людвиг, Генрих и Эрнст Гиммлер.

### Обучение и учеба в школе
Несмотря на раннюю смерть отца, благодаря усилиям матери он смог посещать латинскую школу Линдау, а также школу-интернат и среднюю школу в Нойбурге-ан-дер-Донау до октября 1878 года. Затем он изучал немецкий язык и классическую филологию в Мюнхенском университете в течение шести семестров, пока не сдал государственный экзамен в 1888 году. В первом семестре он присоединился к братству Аполлона.

### Профессиональная деятельность
После учебы он работал частным репетитором во многих аристократических домах, в том числе у превосходительства фон Байера, барона фон Бассуса, барона Ламезана в Санкт-Петербурге и, наконец, в 1890 году в качестве личного наставника принца Генриха Баварского. До 1897 года Гиммлер брал на себя воспитание и личное развитие принца параллельно с различными временными преподавательскими должностями в мюнхенских гимназиях. В 1894 году он был принят ассистентом средней школы в Wilhelmsgymnasium в Мюнхене, а в 1897 году он был назначен учителем средней школы. После женитьбы на Анне Хейдер пара переехала на Хильдегардштрассе в Мюнхене. Спустя еще некоторое время переехали на Либигштрассе.
Летом 1902 года Гебхард стал работать в гуманистической гимназии в Пассау. В феврале 1903 года его сын Генрих тяжело заболел, после чего был отправлен в Вольфэгг вместе с матерью и братом для выздоровления. Из-за проблем со здоровьем сына, которые якобы были вызваны неблагоприятным климатом Пассау, Гиммлер перешел на работу в Людвигскую гимназию в Мюнхене в 1904 году.
11 января 1908 года он стал президентом Мюнхенской ассоциации учителей гимназий. Осенью 1913 года он стал завучем гуманистической средней школы в Ландсхуте.
1 июня 1919 года Гебхард Гиммлер был назначен ректором гуманистической средней школы в Ингольштадте. С 1922 года до выхода на пенсию в 1930 году он был директором гимназии Виттельсбахеров в Мюнхене.
Гебхард Гиммлер и его жена смогли вступить в НСДАП в 1933 году по специальному разрешению, несмотря на запрет. Похоронен в 1936 году на Старом Южном кладбище.